# Stor-Vitträsket
Stor-Vitträsket är en sjö i Kalix kommun i Norrbotten och ingår i Kalixälvens huvudavrinningsområde. Sjön har en area på 0,0804 kvadratkilometer och ligger 47,1 meter över havet.

## Delavrinningsområde
Stor-Vitträsket ingår i det delavrinningsområde (734788-181920) som SMHI kallar för Mynnar i Morjärvsträsket. Medelhöjden är 65 meter över havet och ytan är 24,06 kvadratkilometer. Räknas de 2 avrinningsområdena uppströms in blir den ackumulerade arean 59,3 kvadratkilometer. Lillån som avvattnar avrinningsområdet har biflödesordning 2, vilket innebär att vattnet flödar genom totalt 2 vattendrag innan det når havet efter 50 kilometer. Avrinningsområdet består mestadels av skog (74 procent) och sankmarker (13 procent). Avrinningsområdet har 0,7 kvadratkilometer vattenytor vilket ger det en sjöprocent på 2,9 procent.